# Marie-Charlotte Garin
Pour les articles homonymes, voir Garin.
Marie-Charlotte Garin, née le 2 septembre 1995 à Vernon (Eure), est une femme politique française, députée de la troisième circonscription du Rhône depuis le 19 juin 2022.
Membre du parti Les Écologistes, elle est élue une première fois députée de Lyon dans la troisième circonscription du Rhône le 19 juin 2022, où elle avait été investie par la NUPES.
Son mandat se terminant prématurément le 9 juin 2024 du fait de la dissolution parlementaire décidée par Emmanuel Macron, elle est investie par le Nouveau Front populaire dans la même circonscription pour les élections législatives anticipées qui s'ensuivent. Elle est réélue dès le premier tour, le 30 juin 2024.

## Situation personnelle et carrière professionnelle

### Jeunesse et études
Marie-Charlotte Garin naît le 2 septembre 1995 à Vernon. Fille d'un journaliste et d'une secrétaire d'ambassade, elle est issue d'une fratrie de cinq enfants et passe une partie de son enfance à Chypre avant que sa famille ne s'installe en Ardèche,.
Elle est admise à l'Institut d'études politiques de Paris en 2013. Elle y copréside une association de solidarité pour les sans-abris et les réfugiés, et y obtient un master en développement international.

### Parcours professionnel
Marie-Charlotte Garin commence sa carrière au sein de l'ONG Handicap International, qu'elle intègre en 2018 et où elle est chargée de projet « Genre et handicap »,. Elle y rencontre Grégory Doucet, futur maire de Lyon, rejoint Europe Écologie Les Verts en 2019, et milite lors de la campagne des municipales de 2020. À la suite des élections, elle devient collaboratrice du groupe Les Écologistes au conseil municipal de la même ville, avant d'être nommée directrice de cabinet de la mairie du 5e arrondissement de Lyon un an après,.

## Parcours politique

### Députée de laXVIelégislature

#### Élection et prise de fonctions
Lors des élections législatives de 2022, alors inconnue dans le paysage politique lyonnais, elle est investie dans la troisième circonscription du Rhône par la Nouvelle Union populaire écologique et sociale.
Selon Rue89Lyon, elle « représente bien l'archétype de l'élue écolo lyonnaise, même si elle n'a, encore, aucun mandat au niveau local : jeune, diplômé d'école d'ingénieur ou de Sciences Po et passée par l'humanitaire ou l'associatif ». Régulièrement décrite comme emblématique de la « génération climat », elle se présente comme « une femme LGBT », écoféministe, et déclare vouloir faire de la planification écologique sa priorité,,.
Arrivée en tête au premier tour avec 43,68 % des suffrages exprimés, elle est élue députée au second tour avec 54,79 % des voix face à Sarah Peillon (LREM).
Elle est membre de la commission des Affaires sociales de l'Assemblée nationale.

#### Mandat
Le 28 juin 2022, à l'occasion de la séance inaugurale de la XVIe législature, elle porte symboliquement dans l'hémicycle la robe qui avait valu à Cécile Duflot des sifflements sexistes de la part de plusieurs députés, le 17 juillet 2012, revendiquant ainsi un héritage féministe,.
En juillet, avec sa collègue Ségolène Amiot, elle interpelle la Première ministre Élisabeth Borne quant à la présence de ministres tenant des propos homophobes au sein du gouvernement, visant notamment les déclarations de Caroline Cayeux.
Au cours de l'année, elle est également chargée, aux côtés de la sénatrice Mélanie Vogel, d'un travail parlementaire sur le traitement des violences sexistes et sexuelles en politique, en vue d'aboutir à des propositions législatives.
Elle est, en tant que membre de la commission des Affaires sociales, la porte-parole du groupe écologiste lorsqu'il s'oppose à la fin de l'année 2022 à la réforme de l'assurance-chômage prévoyant une réduction de la durée d'indemnisation.
En mai 2023, avec deux autres députés écologistes (Sandrine Rousseau et Sébastien Peytavie), elle dépose une proposition de loi visant à instaurer un congé menstruel de treize jours par an, qui serait entièrement pris en charge par l'assurance maladie et sans délai de carence,.
En juin 2023, dans le cadre d'une proposition de loi sur l'accès des femmes aux postes à responsabilités dans la fonction publique, l'Assemblée nationale adopte son amendement visant à imposer la parité dans les cabinets ministériels et au cabinet de la présidence de la République, — disposition ensuite adoptée définitivement par le Parlement.
En novembre 2023, elle passe une nuit au gymnase de l'école élémentaire Mazenod dans le 3e arrondissement de Lyon, qui accueille des familles sans-abri, afin d'alerter sur la situation des familles à la rue et de protester contre le rejet par le gouvernement de deux amendements, dont le sien, visant à créer 10 000 places d'hébergement dans le projet de loi de finances pour l'année 2024. Elle interpelle également à ce sujet la Première ministre Élisabeth Borne dans une lettre cosignée par une cinquantaine de parlementaires de la NUPES, ainsi que des députés de la majorité (MoDem, Horizons et Renaissance),.
Le 5 décembre 2023, elle est nommée co-rapporteuse, avec Véronique Riotton, de la mission d'information parlementaire visant à interroger la définition pénale du viol lancée par la délégation aux droits des femmes de l'Assemblée nationale.
En janvier 2024, elle fait partie des huit parlementaires de gauche qui passent une nuit dans un campement de familles sans abri installé dans le 7e arrondissement de Paris par l'association Droit au logement,.
Son mandat, comme celui de tous les autres députés, prend fin prématurément le 9 juin 2024 du fait de la dissolution parlementaire décidée par Emmanuel Macron le même jour.

### Députée de laXVIIelégislature

#### Élection et prise de fonctions
Appelant à l'union des partis de gauche lors de la campagne pour les élections législatives anticipées, elle soutient la coalition formée le 10 juin 2024,. Réinvestie dans la troisième circonscription du Rhône par Les Écologistes au sein du Nouveau Front populaire,, elle organise à Lyon, le 11 juin, le premier rassemblement électoral de la coalition,.
Le 30 juin 2024, elle est réélue dès le premier tour avec 51,51 % des suffrages exprimés,.

#### Mandat depuis 2024
En juillet 2024, le rectorat de Lyon ouvre une enquête envers une institutrice après qu'elle a remis à Marie-Charlotte Garin une banderole réalisée par ses élèves appelant à « combattre le RN ». L'enquête porte sur des soupçons de manquement à l'obligation de neutralité de l'enseignante,.
Elle reprend sa mission d'information parlementaire entamée en décembre 2023, qu'elle achève avec Véronique Riotton (EPR) début 2025 : leurs préconisations visent en particulier à expressément ajouter le consentement des personnes dans la définition pénale des agressions sexuelles dont fait partie le viol,,, Marie-Charlotte Garin dépose avec Véronique Riotton, le 21 janvier 2025 , une proposition de loi transpartisane visant à modifier la définition pénale du viol et des agressions sexuelles pour y intégrer la notion de non-consentement ,. A la suite du rapport, la proposition de loi pour "modifier la définition pénale du viol et des agressions sexuelles" est adoptée en première lecture à l'Assemblée nationale le 1er avril 2025,.

## Synthèse des résultats électoraux

### Élections législatives
| Année | Parti | Parti        | Circonscription | 1er tour | 1er tour | 1er tour | 2d tour | 2d tour | 2d tour | Issue |
| Année | Parti | Parti        | Circonscription | Voix     | %        | Rang     | Voix    | %       | Rang    | Issue |
| ----- | ----- | ------------ | --------------- | -------- | -------- | -------- | ------- | ------- | ------- | ----- |
| 2022  |       | EÉLV (NUPES) | 3e du Rhône     | 17 767   | 43,39    | 1re      | 21 105  | 54,79   | 1re     | Élue  |
| 2024  |       | EÉLV (NFP)   | 3e du Rhône     | 27 736   | 51,51    | 1re      |         |         |         | Élue  |

## Publications
- Marie-Charlotte Garin, Qu'est-ce que consentir ?, Paris, La Martinière, coll. « Alt », juin 2025, 32 p. (ISBN 979-1-040-11892-3, présentation en ligne)